# سروتی هاریاران
سروتی هاریاران (به انگلیسی: Sruthi Hariharan) (زاده ۲ فوریه ۱۹۸۹) بازیگر، تهیه‌کننده و رقصنده هندی است.
از کارهای معروف او می‌توان به بازی در فیلم لوسیا اشاره کرد.